# 태풍을 일으킨 사나이
"태풍을 일으킨 사나이"는 1975년에 개봉한 대한민국의 영화이다.

## 캐스팅
- 이대근 : 성길 역
- 최영주
- 허장강
- 여수진
- 김석훈
- 김용건
- 최성호
- 정애영
- 장영숙
- 방희정
- 이소영
- 임성포
- 조덕성
- 남방운
- 양범석
- 현주
- 박신희
- 양필순